# Ephydra annulata
Ephydra annulata är en tvåvingeart som beskrevs av Macquart 1843. Ephydra annulata ingår i släktet Ephydra och familjen vattenflugor.
Artens utbredningsområde är Franska Guyana. Inga underarter finns listade i Catalogue of Life.